# 마포 무지개
《마포 무지개》는 1992년 6월 6일부터 같은 해 9월 27일까지 방영된 MBC 주말연속극이다.

## 줄거리
정의감이 투철하고 정신 우선의 삶을 추구하는 해천 선생(황대일)과 속물적 인간형을 대표하는 졸부 박거세는 죽마고우지만 뜻이 맞지 않아 만나기만 하면 싸운다. 박거세의 땅 사재기가 쇼핑센터 설립으로 이어지자 두 사람의 갈등은 더욱 심해진다. 이 때 박거세의 딸 영미와 해천 선생의 아들 같은 존재인 준태가 등장, 서로를 이해시켜 나가는 과정을 경쾌하고 코믹하게 엮어낸 홈 드라마다.

## 등장 인물
- 박근형(황대일) : 마포 토박이, 언론인 출신
- 박인환(박거세) : 사채업자
- 김수미(송지란 여사) : 박거세 아내
- 박상원(준태) : 황대일 양아들, 권투선수 출신
- 김혜수(박영미) : 박거세, 송자란 부부 둘째 딸
- 김동년(박찬미) : 박거세, 송자란 부부 첫째 딸
- 김나운(향숙)
- 김흥기(강 상무) : 박거세 오른팔
- 박규채(최 회장)
- 김영기, 김을동, 김해숙, 박광남, 박상조, 이경호, 장희수, 차광수

## 참고 사항
- 전작인 《사랑이 뭐길래》를 연출한 박철 PD가 연이어[1] 연출을 맡았다.
- 무리한 사건 전개나 현실감 없는 인물 설정 등[2]으로 기대 이하의 성적에 그쳤다.
- 이희우 작가는 이 작품을 끝으로 MBC를 떠났다가 1998년 《마음이 고와야지》로 MBC로 돌아왔으며 김혜수 (박영미 역)는 해당 작품에 앞서 KBS 2TV 《여자의 시간》[3] 《숲속의 바람》캐스팅 물망에 올랐지만[4] 고사했다.